# Darren McGavin
Darren McGavin, pseudonimo di William Lyle Richardson (Spokane, 7 maggio 1922 – Los Angeles, 25 febbraio 2006), è stato un attore statunitense.

## Biografia
Nato a Spokane, nello stato di Washington, da Grace Mitton Bogart e Reed D. Richardson, dopo aver lasciato gli studi di architettura McGavin iniziò la sua carriera cinematografica lavorando come scenografo per la Columbia Pictures, apparendo in ruoli non accreditati e recitando nel 1950 in una produzione itinerante di Morte di un commesso viaggiatore. Successivamente approdò a Broadway ed ottenne ruoli in My 3 Angels e The Rainmaker, entrambi rappresentati nel 1954, e in altre produzioni della seconda metà degli anni cinquanta.
Mentre proseguiva la carriera teatrale, McGavin esordì anche sul grande schermo ed ebbe tre ruoli di rilievo nella pellicole Tempo d'estate (1955) di David Lean, L'uomo dal braccio d'oro (1955) e Corte marziale (1955) di Otto Preminger. Ma fu la televisione a dargli la massima notorietà, grazie al ruolo di protagonista della serie poliziesca Mike Hammer, in cui interpretò il detective creato da Mickey Spillane in 78 episodi tra il 1958 e il 1959. Subito dopo McGavin consolidò la propria fama con il ruolo del capitano Grey Holden nel telefilm Avventure lungo il fiume, in cui recitò accanto a Burt Reynolds (successivamente sostituito da Noah Beery Jr.) in 42 dei 44 episodi dal 1959 al 1961.
McGavin continuò una carriera prolifica in televisione durante gli anni sessanta e settanta, culminata con un altro ruolo da protagonista nella serie Kolchak: The Night Stalker (1974-1975), in cui interpretò il reporter investigativo Carl Kolchak, un professionista alle prese con casi bizzarri e di natura soprannaturale. Tra le sue apparizioni cinematografiche del periodo, da ricordare quelle in Airport '77 (1977) e in A Christmas Story - Una storia di Natale (1983), in cui interpretò Mr. Parker, il padre del ragazzino protagonista (Peter Billingsley). 
Dal 1989 al 1992 ebbe un ruolo ricorrente al fianco di Candice Bergen nella sitcom Murphy Brown, interpretando anche in questo caso il ruolo del padre del personaggio protagonista, ruolo per il quale nel 1990 ottenne una candidatura al Primetime Emmy Award come miglior attore ospite non protagonista in una serie commedia. Tra le sue ultime apparizioni, da ricordare quelle nell'horror Happy Hell Night (1992) e nella commedia Billy Madison (1995), al fianco di Adam Sandler.
McGavin fu sposato tre volte. Dopo un primo matrimonio (nel 1942) con Anita Marie Williams, nel 1944 sposò Melanie York, con la quale ebbe quattro figli. Dopo aver divorziato nel 1969 dalla York, nello stesso anno McGavin sposò  l'attrice Kathie Browne, con cui rimase fino alla morte di lei nel 2003. McGavin morì a 83 anni a Los Angeles, il 25 febbraio 2006, per una malattia cardiovascolare.

## Filmografia parziale

### Cinema
- Sogni ad occhi aperti (Queen for a Day), regia di Arthur Lubin (1951)
- Tempo d'estate (Summertime), regia di David Lean (1955)
- L'uomo dal braccio d'oro (The Man with the Golden Arm), regia di Otto Preminger (1955)
- Corte marziale (The Court-Martial of Billy Mitchell), regia di Otto Preminger (1955)
- Il delinquente delicato (The Delicate Delinquent), regia di Don McGuire (1957)
- Giacomo il bello (Beau James), regia di Melville Shavelson (1957)
- I fuorilegge della polizia (The Case Against Brooklyn), regia di Paul Wendkos (1958)
- Una pallottola per un fuorilegge (Bullet for a Badman), regia di R.G. Springsteen (1964)
- Il massacro dei Sioux (The Great Sioux Massacre), regia di Sidney Salkow (1965)
- La gang della spider rossa (No Deposit, No Return), regia di Norman Tokar (1976)
- Airport '77, regia di Jerry Jameson (1977)
- A Christmas Story - Una storia di Natale (A Christmas Story), regia di Bob Clark (1983)
- Il migliore (The Natural), regia di Barry Levinson (1984) - non accreditato
- Turk 182, regia di Bob Clark (1985)
- Codice Magnum (Raw Deal), regia di John Irvin (1986)
- Sbirri oltre la vita (Dead Heat), regia di Mark Goldblatt (1988)
- Capitan America (Captain America), regia di Albert Pyun (1990)
- Happy Hell Night, regia di Brian Owens (1992)
- Billy Madison, regia di Tamra Davis (1996)

### Televisione
- Alfred Hitchcock presenta (Alfred Hitchcock Presents) – serie TV, episodi 1x03-1x13 (1955)
- Climax! – serie TV, episodio 3x04 (1956)
- The Alcoa Hour – serie TV, episodi 1x19-2x13 (1956-1957)
- Mike Hammer – serie TV (1958-1959)
- Avventure lungo il fiume (Riverboat) – serie TV, 42 episodi (1959-1961)
- Carovana (Stagecoach West) – serie TV, episodio 1x27 (1961)
- Gli uomini della prateria (Rawhide) – serie TV, episodio 4x02 (1961)
- L'ora di Hitchcock (The Alfred Hitchcock Hour) – serie TV, episodio 2x23 (1964)
- The Nurses – serie TV, episodio 3x06 (1964)
- Ben Casey – serie TV, episodio 4x11 (1964)
- Il virginiano (The Virginian) – serie TV, 2 episodi (1964-1967)
- Gli inafferrabili (The Rogues) – serie TV, episodio 1x20 (1965)
- Squadra speciale anticrimine (The Felony Squad) – serie TV, episodio 1x01 (1966)
- Cimarron Strip – serie TV, episodio 1x02 (1967)
- Una storia allucinante (The Night Stalker), regia di John Llewellyn Moxey – film TV (1972)
- Il signore delle tenebre (Something Evil), regia di Steven Spielberg – film TV (1972)
- Lo strangolatore della notte (The Night Strangler), regia di Dan Curtis – film TV (1973)
- Kolchak: The Night Stalker – serie TV, 20 episodi (1974-1975)
- Un salto nel buio (Tales from the Darkside) – serie TV, episodio 2x08 (1985)
- Autostop per il cielo (Highway to Heaven) – serie TV, episodio 4x19 (1988)
- Murphy Brown – serie TV, 4 episodi (1989-1993)
- La signora in giallo (Murder, She Wrote) – serie TV, episodio 8x20 (1992)
- X-Files (The X-Files) – serie TV, episodi 5x15-6x13 (1998-1999)

## Doppiatori italiani
- Sergio Fiorentini in Airport '77, A Christmas Story - Una storia di Natale
- Manlio Busoni in Tempo d'estate
- Emilio Cigoli in L'uomo dal braccio d'oro
- Gualtiero De Angelis in Corte marziale
- Nando Gazzolo in Il delinquente delicato
- Sergio Fantoni in Giacomo il bello
- Glauco Onorato in Una pallottola per un fuorilegge
- Renzo Stacchi in Il signore delle tenebre
- Luciano De Ambrosis in Codice Magnum
- Franco Zucca in La signora in giallo
- Emilio Cappuccio in Billy Madison
- Dante Biagioni in X-Files (ep. 5x15)
- Sandro Tuminelli in X-Files (ep. 6x13)